# 48P/Johnson
48P/Johnson – kometa krótkookresowa, należąca do rodziny Jowisza. 

## Odkrycie
Kometa została odkryta 25 sierpnia 1949 roku w Union Observatory w Południowej Afryce przez Ernesta Johnsona.

## Orbita komety
Orbita komety 48P/Johnson ma kształt elipsy o mimośrodzie 0,43. Jej peryhelium znajduje się w odległości 2,03 j.a., aphelium zaś 5,03 j.a. od Słońca. Jej okres obiegu wokół Słońca wynosi 6,64 roku, nachylenie orbity do ekliptyki to wartość 13,06˚.

## Właściwości fizyczne
Średnica jądra komety 48P/Johnson wynosi 5,7 km.